# Ali Hazazi
Ali Abdullah Ali Hazazi (en árabe: عَلِيّ عَبْد الله عَلِيّ هَزَّازِيّ‎; Diriyah, 18 de febrero de 1994) es un futbolista saudí que juega en la demarcación de centrocampista para el Al-Qadisiyah FC de la Liga Profesional Saudí.

## Selección nacional
Tras jugar en la selección de fútbol sub-23 de Arabia Saudita, hizo su debut con la selección absoluta el 21 de marzo de 2019 en un encuentro amistoso contra Emiratos Árabes Unidos que finalizó con un resultado de 2-1 a favor del combinado emiratí tras el gol de Abdulfattah Adam para Arabia Saudita, y de Bandar Al-Ahbabi y Ali Mabkhout para Emiratos Árabes Unidos.

## Clubes
| Club            | País           | Año       | Partidos | Goles |
| --------------- | -------------- | --------- | -------- | ----- |
| Al-Qadisiyah FC | Arabia Saudita | 2014-2018 | 26       | 0     |
| Al-Ettifaq FC   | Arabia Saudita | 2018-2024 | 167      | 5     |
| Al-Qadisiyah FC | Arabia Saudita | 2024-     | 21       | 1     |